# Молодечненский замок
Молодечненский замок (бел. Маладзечанскі замак) — центр защиты средневекового Молодечно, который был построен на правом болотистом берегу реки Уша и существовал в XIV—XVIII веках.

## Архитектура и стиль

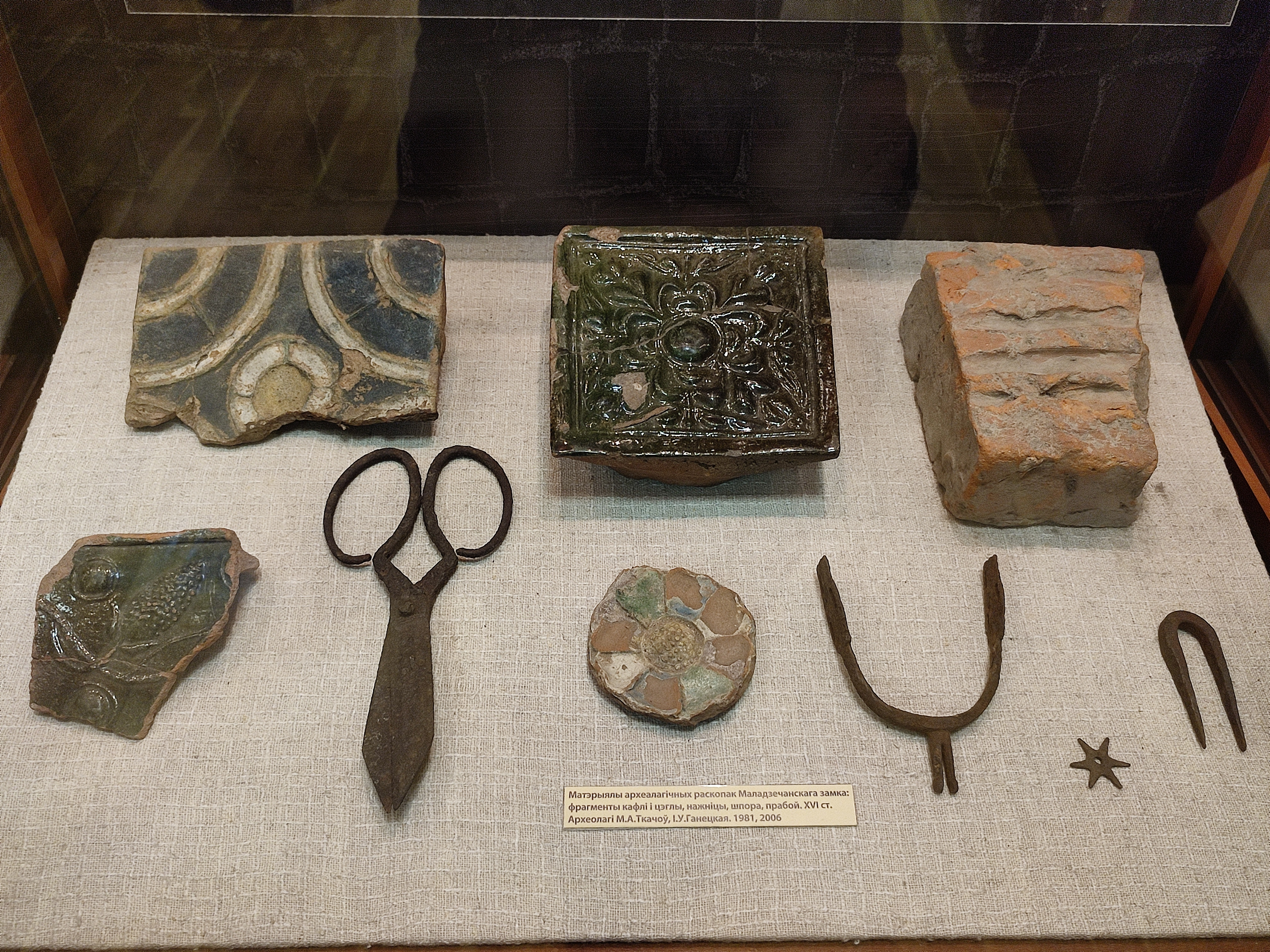
Фрагменты старинных изразцов и кирпича, ножницы, шпора, пробой, обнаруженные на раскопках Молодечненского замка, XVI век. Археологи М. А. Ткачёв и И. В. Ганецкая, 1981 и 2006 годы. Минский областной краеведческий музей.

Крепость располагалась на острове и представляла собой довольно грозное для того времени укрепление. При возведении строители удачно использовали низкий болотистый рельеф и природные укрепления. В ходе строительства была подведена плотина, на болоте бревнами вымощен участок 120×80 м, насыпана из гравия и песка искусственная площадка высотой 4 м. По ее краю возведены песчано-глиняные валы высотой до 3,5 м и шириной 11 м. За земляными валами шла система укреплений из бревен. Сначала здесь стояли оборонительные стены и башни, в том числе въездные ворота. Замок был окружен рвом с водой. По краю рва проходил еще один земляной вал, в основу которого закладывались валуны.
В XVII в. замок был модернизирован. Для укрепления его боеготовности около подножия земляных валов была установлена ограда из заостренных кольев, вместо угловых башен построены бастионы голландского типа. Это соответствовало изменениям в тактике обороны и осады. Для предотвращения сползания земли у подножия бастионов была ограда столбовой конструкции, которая к тому же должна была удержать наступающих врагов. Внутри вала, в местах его примыкания до ворот, насыпи были армированы каменными стенками.
На территории замка был небольшой каменный храм, который существовал на протяжении ХVI-XVIII вв. Как свидетельствуют археологические раскопки он имел размеры 11×24 м и был расписан фресками.

## История
Как свидетельствуют письменные источники, 16 декабря 1388 года в Молодечненском замке Новгород-Северский князь Дмитрий Ольгердович подписал грамоту на послушание Великому Князю Литовскому Ягайле. Это дата считается первым письменным упоминанием о Молодечно. В разные времена его владельцами были князья Заславские, Мстиславские, Сангушки, Кишки, Огинские.
В 1519 (дважды) и 1533 замок осаждали новгородско-псковские ратники во главе с князем М. Кислицой и, по всей видимости, сожгли его. Следы огня в профиле замкового вала и культурном слое подтверждают многократные пожары укреплений. В 1567 в Молодечно проходили предварительные переговоры между представителями ВКЛ и Польши об условиях заключения Люблинской унии. В начале XVII в. владельцем Молодечно был Лев Сапега. Существует мнение, что Карл XII во время Северной войны побывал в Молодечненском замке.
В XVIII в. Молодечно принадлежала роду князей Огинских. В замке находилась их резиденция. На подворье замка был возведен светский дворец, где была собрана богатая библиотека и коллекция картин. Хозяева замка создали целые садово-парковые ансамбли с искусственными прудами, холмами, каналами, разбили парк. Гордостью дворца-паркового комплекса были его оранжереи, где росли даже апельсины, ананасы, лимоны и гранаты.
Во время Отечественной войны 1812 года наполеоновские войска дважды прошли через Молодечно: при наступлении на Москву в июне и при отступлении в ноябре 1812 года. 22 ноября (по старому стилю) отряды русской армии под командованием А. Ермолова, Е. Чаплицы, а также казаки М. Платова разбили французов под Молодечно. Молодечненский бой стал последним в зимней кампании 1812 года. Потери в войне 1812 года были очень большими, замок был наполовину разрушен.
В начале XIX века Михаил Клеофас Огинский не раз посещал своего дядю в Молодечно, а после его смерти, весной 1814, стал обладателем Молодечненского замка. Михаил Клеофас не решился на капитальный ремонт дворца. Он передал половину здания с библиотекой и коллекцией музыкальных инструментов дворянскому пятиклассному поветовому училищу.
В конце XIX в. замок пришел в полный упадок.

## Современное состояние
На месте замка остались только земляные валы, которые считаются археологическим памятником. По госпрограмме «Замки Белоруссии» до 2014 года должно было быть проведено благоустройство территории Молодечненского замчища.